# Massimo Marassi
Massimo Marassi (Cardano al Campo, 1954) è un filosofo e docente universitario italiano.

## Biografia
Allievo di Virgilio Melchiorre, si è laureato presso l'Università Cattolica di Milano nell'a.a. 1978/79 con una tesi sulla differenza ontologica in Martin Heidegger,
sotto la direzione del prof. Melchiorre e con la correlazione di Gustavo Bontadini. Nel 1987 ha discusso, sempre presso l'Università Cattolica, una tesi di dottorato dal titolo Il profilo della presenza. Heidegger e il regno della pluralità, elaborata sotto la supervisione dei prof. Virgilio Melchiorre ed Ernesto Grassi. Insegna filosofia teoretica presso l'Università Cattolica di Milano.
Ha coordinato l'edizione dell'Enciclopedia filosofica (Bompiani, Milano 2006) in 12 volumi.
Dal 2010 è Direttore del Dipartimento di Filosofia dell'Università Cattolica di Milano.
Dal 2012 dirige la Rivista di filosofia neo-scolastica, fondata nel 1909. Dirige per la casa editrice AlboVersorio la collana Epoche ed è membro del comitato scientifico del festival La Festa della Filosofia.

## Pensiero
Si è occupato di storia dell'umanesimo (Bruni, Alberti, Vico), della neoscolastica tedesca (Rahner, Lotz), di ermeneutica (Schleiermacher, Heidegger, Grassi, Gadamer), di filosofia trascendentale (Kant), del pensiero postmoderno.
I temi della sua ricerca ruotano attorno a tre temi principali: la riflessione sui modelli storico-teorici della filosofia della storia, l'interpretazione dell'umanesimo italiano in riferimento alla dimensione storica e morale, l'analisi della fondazione trascendentale del sapere.

## Opere principali
- Ermeneutica della differenza. Saggio su Heidegger, Vita e Pensiero, Milano 1990
- Edizione italiana di Friedrich D.E. Schleiermacher, Ermeneutica, Rusconi, Milano 1996; Bompiani, Milano 20002
- Edizione italiana di Immanuel Kant, Critica del giudizio, Bompiani, Milano 2004, n.e. riveduta e ampliata 2015
- Metafisica e metodo trascendentale. Johannes B. Lotz e la struttura dell'esperienza, Vita e Pensiero, Milano 2004
- Metamorfosi della storia. Momus e Alberti, Mimesis, Milano 2004 (ed.spagnola Metamorfosis de la historia. El Momus de L.B. Alberti, Anthropos, Rubì Barcelona, 2008)
- Coordinamento generale e direzione redazionale della Enciclopedia filosofica, Bompiani, Milano 2006